# Niptodes echinatus
Niptodes echinatus is een keversoort uit de familie klopkevers (Ptinidae). De wetenschappelijke naam van de soort werd in 1867 gepubliceerd door Thomas Vernon Wollaston.